# 三島神社 (柏崎市)
三島神社（みしまじんじゃ）は、新潟県柏崎市にある三島・大山祇信仰の神社。

## 祭神
主祭神
- 大山祇命

配祀
- 大日本根子彦太瓊命
- 吉備津彦命

## 歴史
927年に編纂された延喜式神名帳式内社の、越後国三嶋郡三嶋神社に比定される神社である。伊予国大三島の大山祇神社から勧請されたもので、創建は741年と伝えられる。
宇佐美氏を始め、その後の越後長尾氏（上杉氏）や高田藩歴代藩主の崇敬を受けた。特選神名牒に拠れば、元々石地駅の東五里、三島谷村にあったが、当地に移したものという。
1873年県社となる。ただしその後の火災により、当時の面影はない。現在の社殿は、1931年に再建されたものである。
1973年、市指定文化財（記念物・史跡）に指定された。